# Рештаурадореш (станція метро)
38°42′56″ пн. ш. 9°8′31″ зх. д. / 38.71556° пн. ш. 9.14194° зх. д.
Рештаурад́ореш (порт. Restauradores) — станція Лісабонського метрополітену. Це одна з перших одинадцяти станцій метро у Лісабоні. Знаходиться у центральній частині міста Лісабона в Португалії. Розташована на Синій лінії (або Чайки), між станціями «Авеніда» та «Байша-Шіаду». Станція берегового типу, мілкого закладення. Введена в експлуатацію 29 грудня 1959 року. Станція зазнала трьох реконструкцій — у 1977 році було продовжено посадкові платформи і споруджено додатковий вестибюль, у 1994 році було реконструйовано північний вестибюль, у 1998 році було реконструйовано південний вестибюль. Належить до першої зони Синьої лінії, вартість проїзду в межах якої становить 0,75 євро. Назва станції у дослівному перекладі з португальської мови означає «рестовратори» завдяки своєму розміщенню на одній з головних площ міста — Рестовраторів (порт. Praça dos Restauradores).

## Опис
За архітектурою станція нагадує інші станції-однолітки, що не зазнали суттєвої зміни декорації інтер'єру. Архітектор — Falcão e Cunha, художні роботи виконала — Maria Keil (первісний вигляд станції). При реконструкції у 1977 році архітектор — Falcão e Cunha, ходожні роботи виконала знову Maria Keil; у 1994 році архітектори — Sanchez Jorge i Duarte Nuno Simões, художні роботи виконав Luíz Ventura (робота «Португалія-Бразилія: 500 років після прибуття»); у 1998 році архітектор — Manuel Ponte, художні роботи виконав Nadir Afonso, скульптор Lagoa Henriques.
Станція має два вестибюлі підземного типу (північний та південний), що мають вісім виходів на поверхню, один з них виходить безпосередньо в вокзал Россіо, звідки вирушають приміські поїзди у напрямку Сінтри. На станції заставлено тактильне покриття. 

## Режим роботи[4]
Відправлення першого поїзду відбувається з кінцевих станцій лінії:
- ст. «Амадора-Еште» — 06:30
- ст. «Санта-Аполонія» — 06:30

Відправлення останнього поїзду відбувається з кінцевих станцій лінії:
- ст. «Амадора-Еште» — 01:00
- ст. «Санта-Аполонія» — 01:00

## Галерея зображень

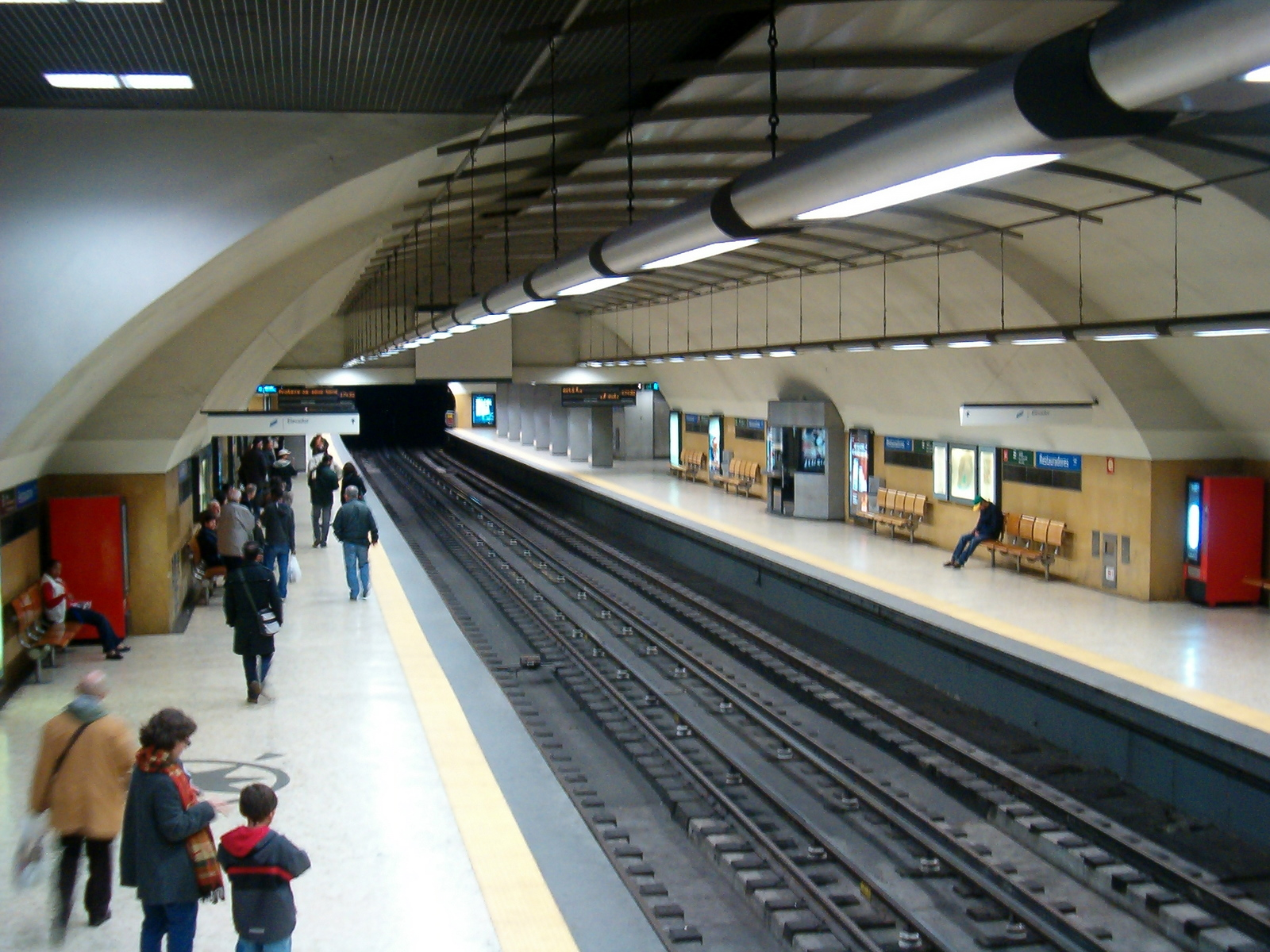
Головна зала і посадкові платформи станції
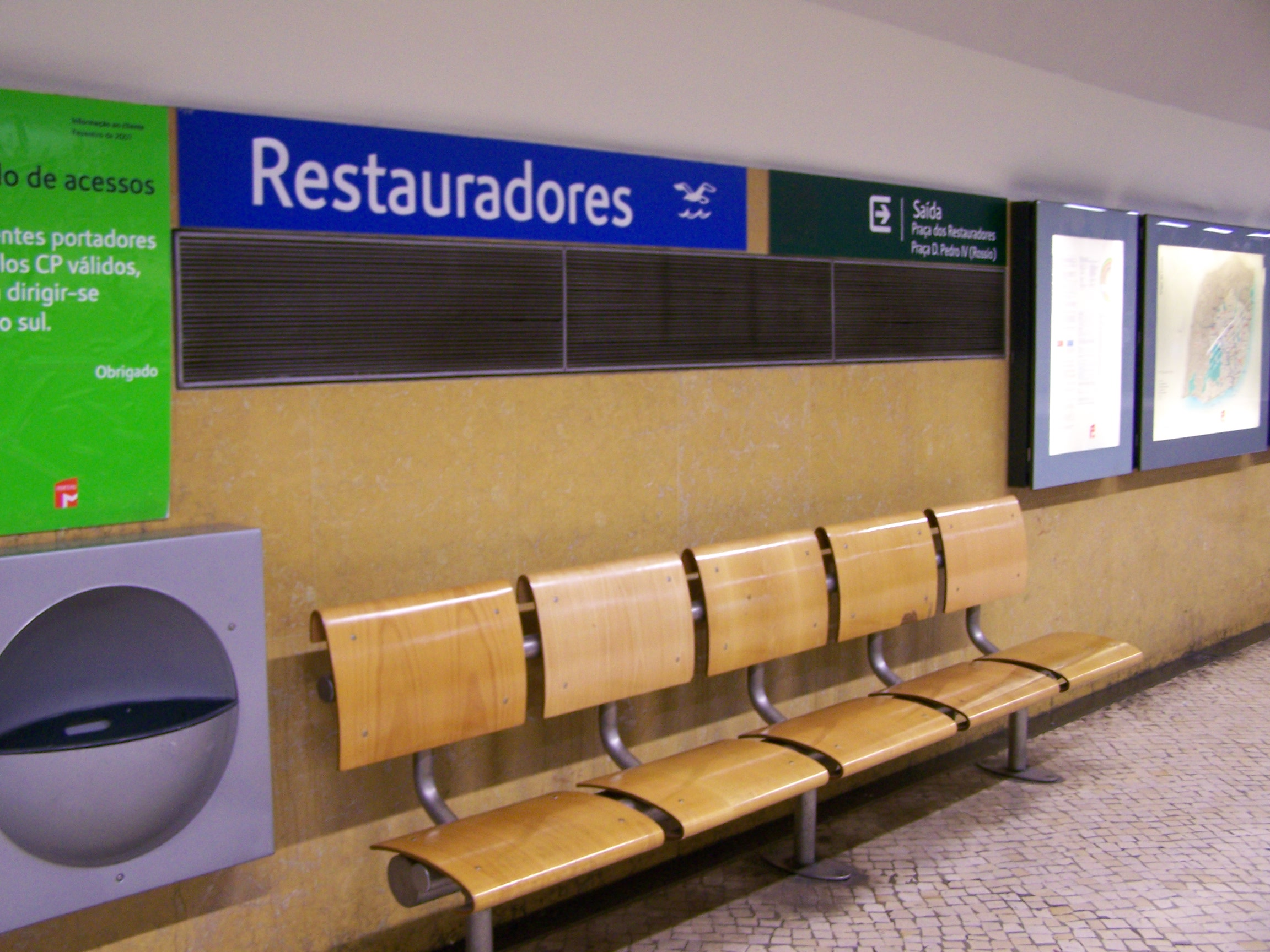
Сидіння на посадковій платформі станції
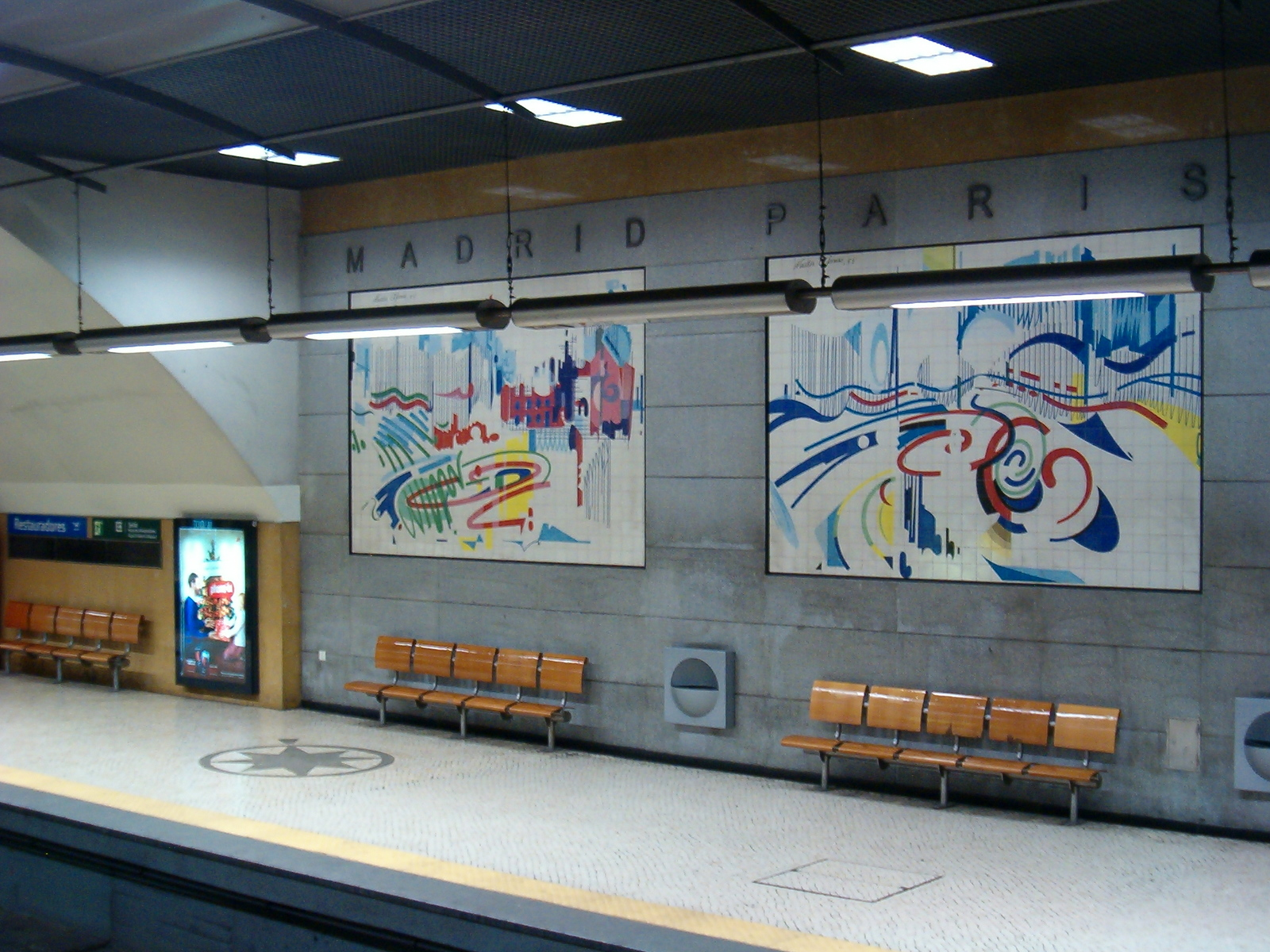
Декорація стін
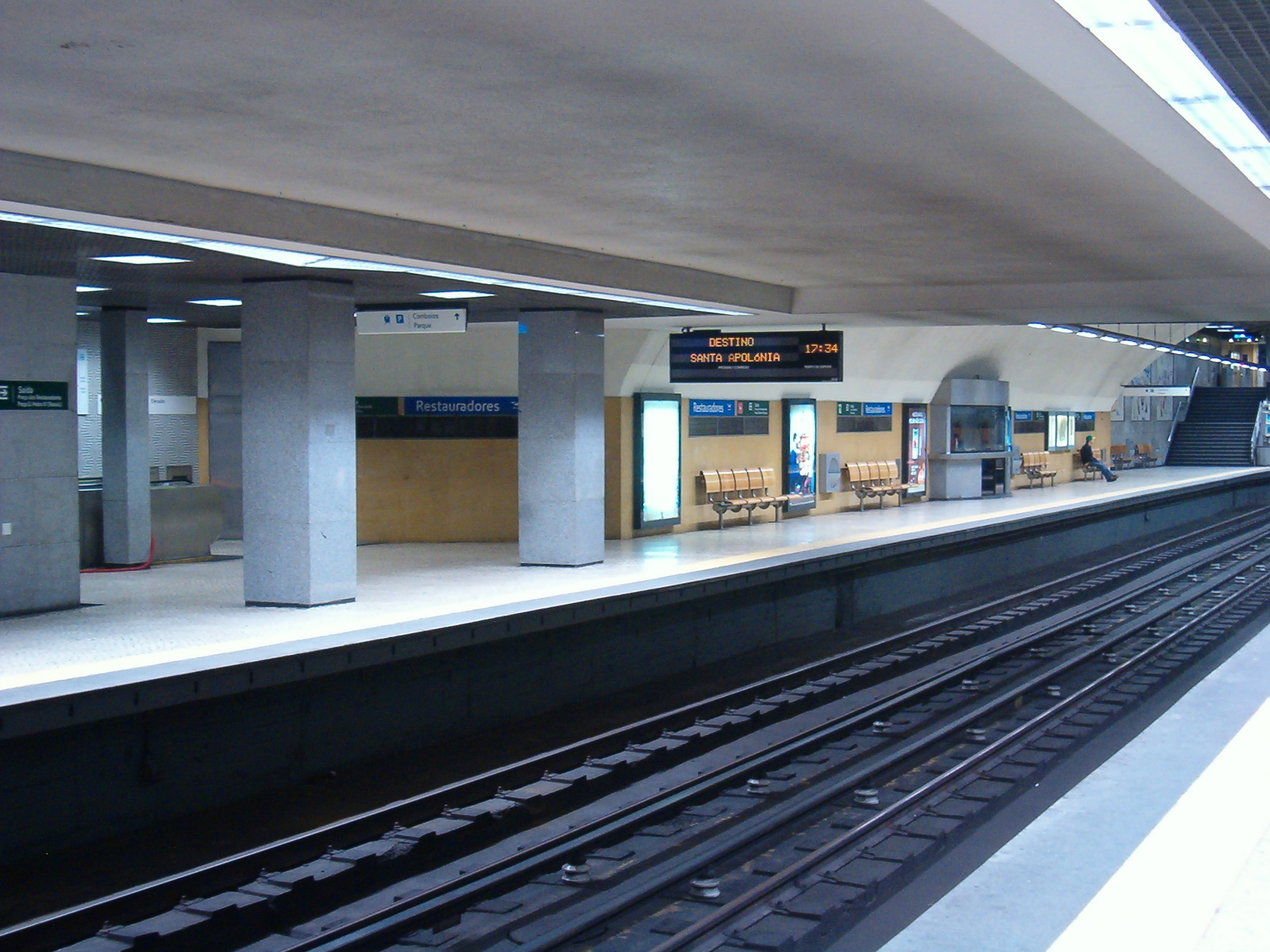
Посадкова платформа напрямку «Санта-Аполонія»